# Tomaspis aequinoctialis
Tomaspis aequinoctialis är en insektsart som beskrevs av Jacobi 1908. Tomaspis aequinoctialis ingår i släktet Tomaspis och familjen spottstritar. Inga underarter finns listade i Catalogue of Life.